# UTC+02:30

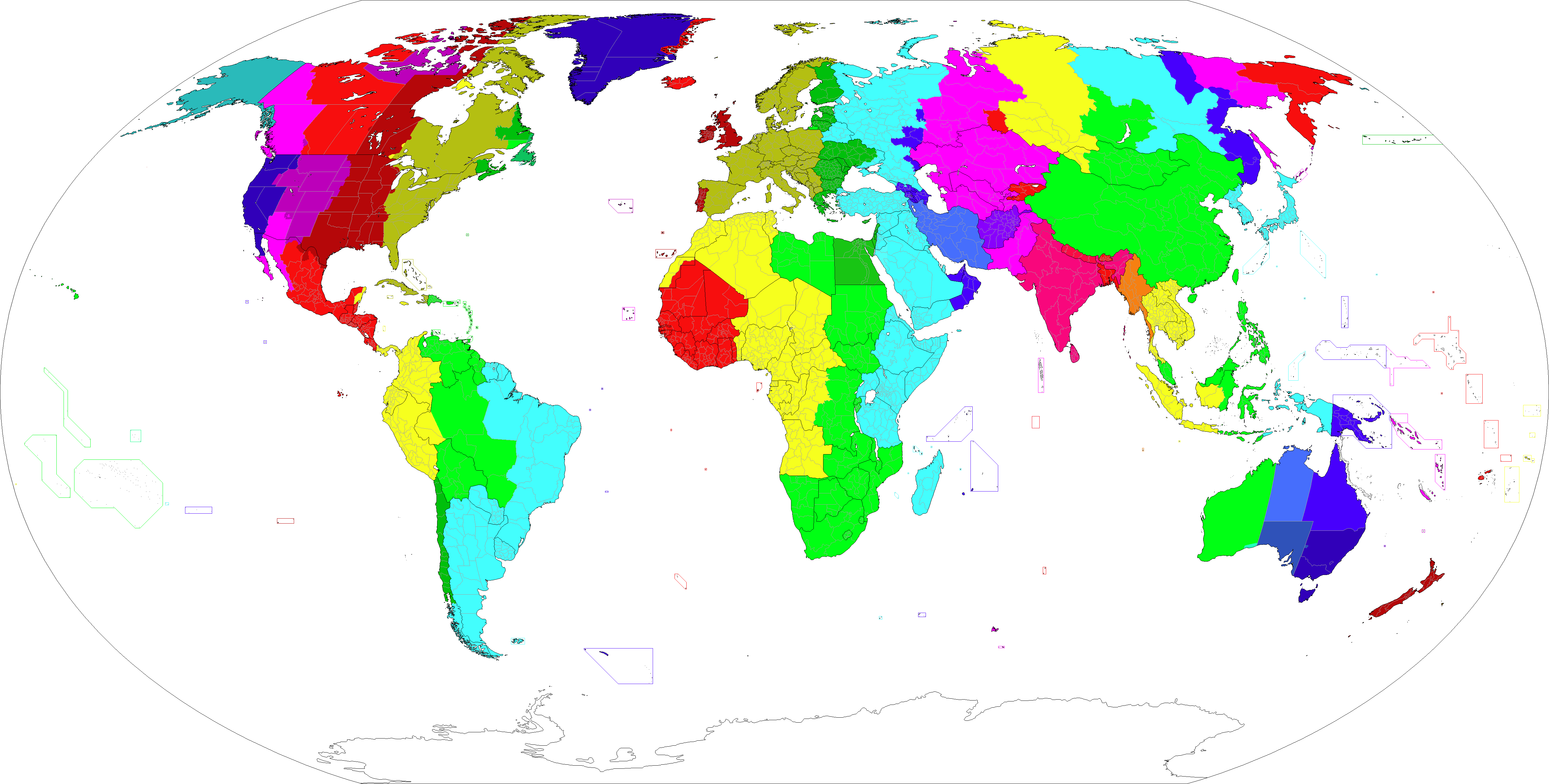

UTC+02:30 시간대는 협정 세계시보다 2시간 30분 빠른 시간대이다.

## 시간대
19세기 말에 모스크바에서 사용했던 시간대이다. 러시아 혁명 이후 1903년 시간대 UTC+02로 변경되었다.

## 같이 보기
- 모스크바 시간
- 러시아의 시간대